# Contrañada

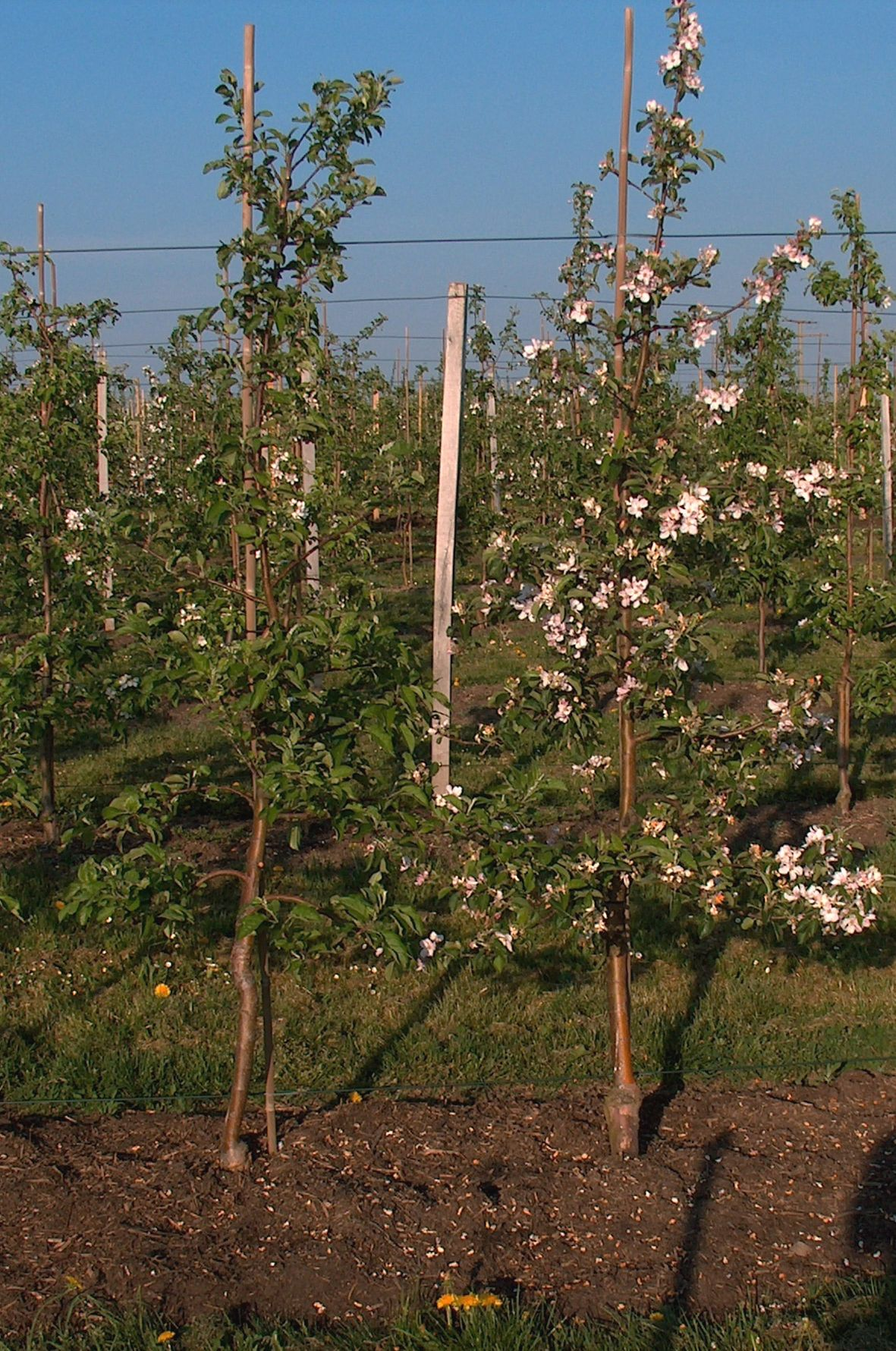
Dos manzanos de la variedad Elstar sufriendo alternancia: el de la derecha en su año «encendido» y el de la izquierda en su año «apagado»

La contrañada,carga bienal o carga alternante también denominado coloquialmente como vecería o añerismo (en Chile), es un fenómeno cíclico bienal ocurrido en la agricultura de frutas y verduras que hace que un vegetal vivaz o perenne tenga una alternancia marcada en su producción. Es un término usado en pomología para referirse a árboles frutales «veceros», que tienen una carga de cultivo irregular de año en año. En el año «encendido» se desarrolla demasiada fruta y se obtiene un tamaño del fruto pequeño; el exceso de peso en las ramas principales puede ser demasiado para su resistencia mecánica y hacer que se rompan. Otra consecuencia importante es que «inducción de flores» será menor, y el año siguiente será un año «apagado», es decir, frutas de mayor tamaño pero mucha menos cantidad o incluso nula.

## Causas
Este comportamiento podría deberse a hormonas vegetales, particularmente giberelinas producidas en exceso en los años "encendidos" en los embriones de la fruta joven. También podría ser causada por el agotamiento de las reservas carbohidratos en el árbol.
Entre los árboles forestales, algunos pinos presentan una máxima producción de piñones cada 3 o 5 años, y se considera que esto es una posible adaptación a la presión de los depredadores de semillas.
Todos los árboles frutales son susceptibles de sufrir el fenómeno de la contrañada, pero es muy evidente en el olivo, donde estas oscilaciones marcadas se observan incluso en las estadísticas de producción.

## Manejo hortícola
La producción bianual es más común en ciertos cultivos frutales como mango, manzana, pera, albaricoque y aguacate, y es casi inexistente en uvas.
Este trastorno se puede reducir con el aclareo de flores y de los frutos jóvenes.
A nivel agronómico, esta tendencia alternante se combate a base de una poda racional, el aclareo de los frutos y el control del abono, que se incorpora evitando incrementar la fertilización los años que ha habido mucha producción para no agravar la contrañada.